# Pintor del olpe de Nicosia

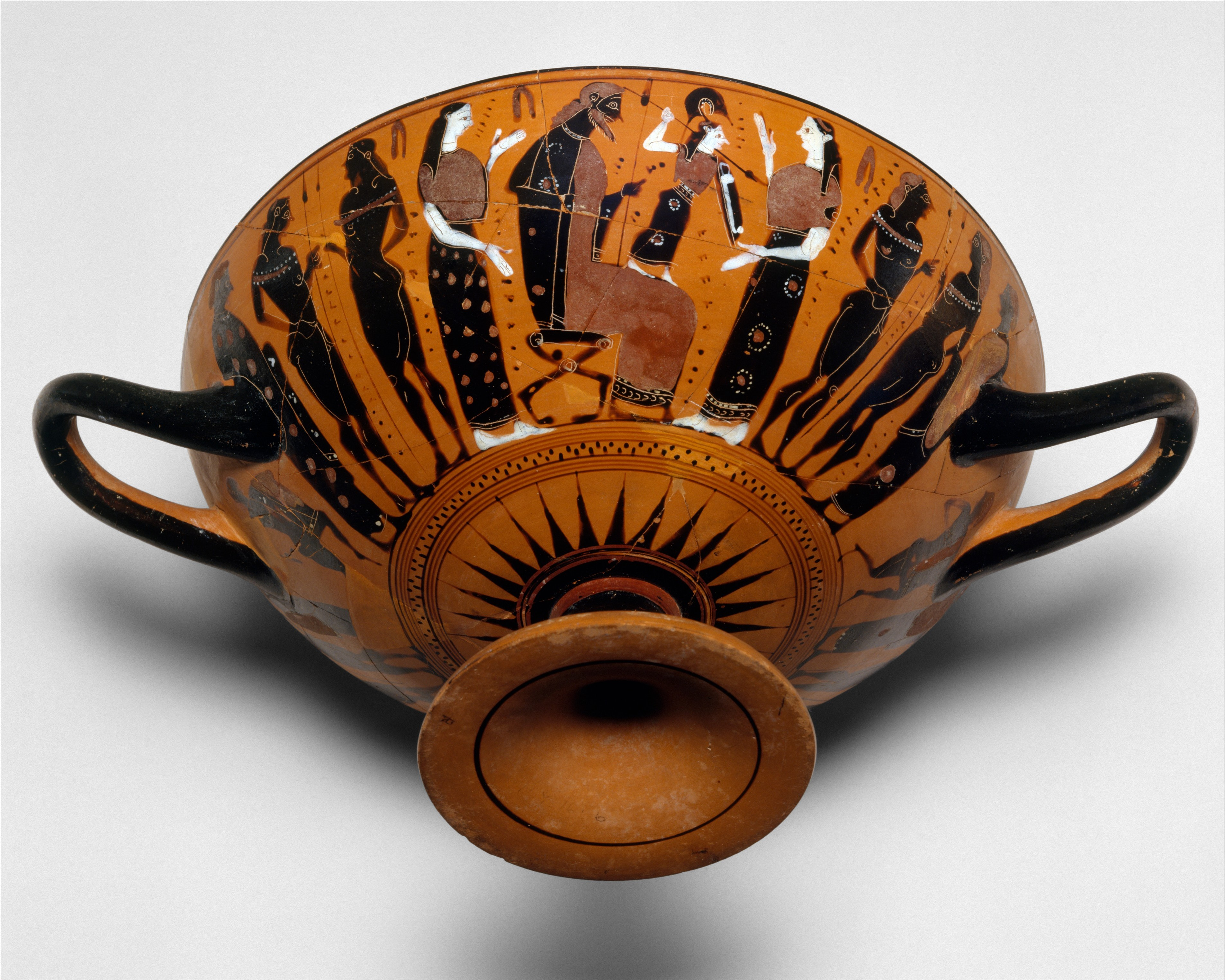
Kílix (copa para beber) ática de terracota, c. 550 a. C.; Museo Metropolitano de Arte, Nueva York.

Pintor del olpe de Nicosia-Olpe, es el nombre convenido de un pintor de vasos ático de la fase tardía de la pintura de vasos de figuras negras.
Estuvo activo a finales del siglo VI a. C.  Es un artista cercano al Pintor de espectros y, al igual que él, se inclinó especialmente por la decoración de lécitos con forma de subdeyanira y lécitos con hombros, así como de  kílices (copas). Sus kílices tipo B son obra tardía y datan de alrededor del año 500 a. C. Decoró sus copas con una franja negra sobre la zona del asa, que corresponde al esquema decorativo de los copas de bandas, pero sus copas tipo B tenían un perfil diferente.